# Municipio de Witt
El municipio de Witt (en inglés: Witt Township) es un municipio ubicado en el condado de Montgomery en el estado estadounidense de Illinois. En el año 2010 tenía una población de 1163 habitantes y una densidad poblacional de 12,21 personas por km².

## Geografía
El municipio de Witt se encuentra ubicado en las coordenadas 39°13′3″N 89°18′26″O / 39.21750, -89.30722. Según la Oficina del Censo de los Estados Unidos, el municipio tiene una superficie total de 95.23 km², de la cual 95,23 km² corresponden a tierra firme y (0 %) 0 km² es agua.

## Demografía
Según el censo de 2010, había 1163 personas residiendo en el municipio de Witt. La densidad de población era de 12,21 hab./km². De los 1163 habitantes, el municipio de Witt estaba compuesto por el 98,19 % blancos, el 0,52 % eran afroamericanos, el 0,17 % eran amerindios, el 0,17 % eran asiáticos, el 0,77 % eran de otras razas y el 0,17 % eran de una mezcla de razas. Del total de la población el 1,29 % eran hispanos o latinos de cualquier raza.